# Andrew-Berg-Blockhütte

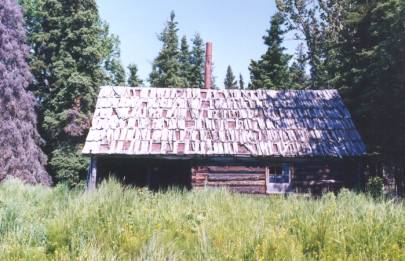
Andrew-Berg-Wohnhaus

Die Andrew-Berg-Blockhütte in der Nähe von Soldotna, Alaska, wurde 1902 vom Fischer und Fallensteller Andrew Berg erbaut.
Das Gebäude wurde im Jahr 2000 im National Register of Historic Places aufgeführt. Es befindet sich im heutigen Kenai National Wildlife Refuge, etwa 48 Kilometer südöstlich von Soldotna am Nordufer des Tustumena-Sees. Es handelt sich um ein Blockhaus mit eineinhalb Stockwerken, das aus Fichtenstämmen gebaut ist und auf dem Boden Schwellenstämme hat.
Andrew Berg baute insgesamt elf solcher Blockhütten auf der Kenai-Halbinsel. 1902 baute er am Tustumenasee seine erste, die ihm als Wohnhaus diente. Berg verwendete immer nur Fichtenstämme. In der Region wurden 1908 Vorschriften erlassen, die Wildhüter und lizenzierte Führer vorschrieben. Berg erhielt die Lizenz „Nr. 1“, die er über 20 Jahre innehatte. Später diente er von 1920 bis 1921 als Aufseher und arbeitete von 1924 bis 1936 für den United States Fish and Wildlife Service.